# Trumslagarbacken
Trumslagarbacken är en  stadsdel i det administrativa bostadsområdet Jakobsberg-Pettersberg i Västerås. Området är ett bostadsområde som ligger mellan Vallybron och Vallbyleden.
Området avgränsas av från Vallbymotet E18 österut, från Vallbybron Svartån söderut, från Skerikesbron västerut till Vallbyleden, norrut till Vallbymotet.
Området gränsar i norr med E18, i öster till Aroslund och Blåsbo, i söder mot Lustigkulla och i väster mot Jakobsberg och Pettersberg.